# Bojko Borisov
Bojko Metodiev Borisov (bugarski: Бойко Методиев Борисов) predsjednik vlade Bugarske. Dugogogišnji natjecatelj i trener karatea i nekadašnji tjelohranitelj, gradonačelnik Sofije bio je od 8. studenog 2005. do izbora za predsjednika vlade Bugarske. Nakon pobjede njegove stranke GERB na parlamentarnim izborima u srpnju 2009. godine, dana 27. srpnja 2009. godine postao je 50. predsjednik vlade Bugarske pa do 13. ožujka 2013. godine koji mu je trajao prvi mandat. Drugi mandat mu je trajao od 7. studenog 2014. do 24. siječnja 2017. godine, a nakon njegovog ostavka za drugi mandat zamijenio ga je Ognjan Gerdžikov koji je postao vršitelj dužnosti predsjednika vlade. No, 4. svibnja 2017. godine, ponovno je osvojio treći mandat za premijera i postao je predsjednikom vlade.

## Vanjske poveznice
- Službena stranica Bugarske vlade  Arhivirana inačica izvorne stranice od 1. veljače 2010. (Wayback Machine)